# De Soto (Georgie)
De Soto je město v okrese Sumter County ve státě Georgie ve Spojených státech amerických. V roce 2011 žilo ve městě 195 obyvatel.

## Demografie
Podle sčítání lidí v roce 2000 bylo ve městě 214 obyvatel, 78 domácností a 53 rodin. V roce 2011 žilo ve městě 96 mužů (49,2 %) a 99 žen (50,8 %). Průměrný věk obyvatele je 40 let (2011).